# 雲出川
雲出川（くもずがわ）は、三重県を流れる一級水系の本流である。
奈良県との県境に位置する三峰山に源を発し、伊勢湾に注いでいる。

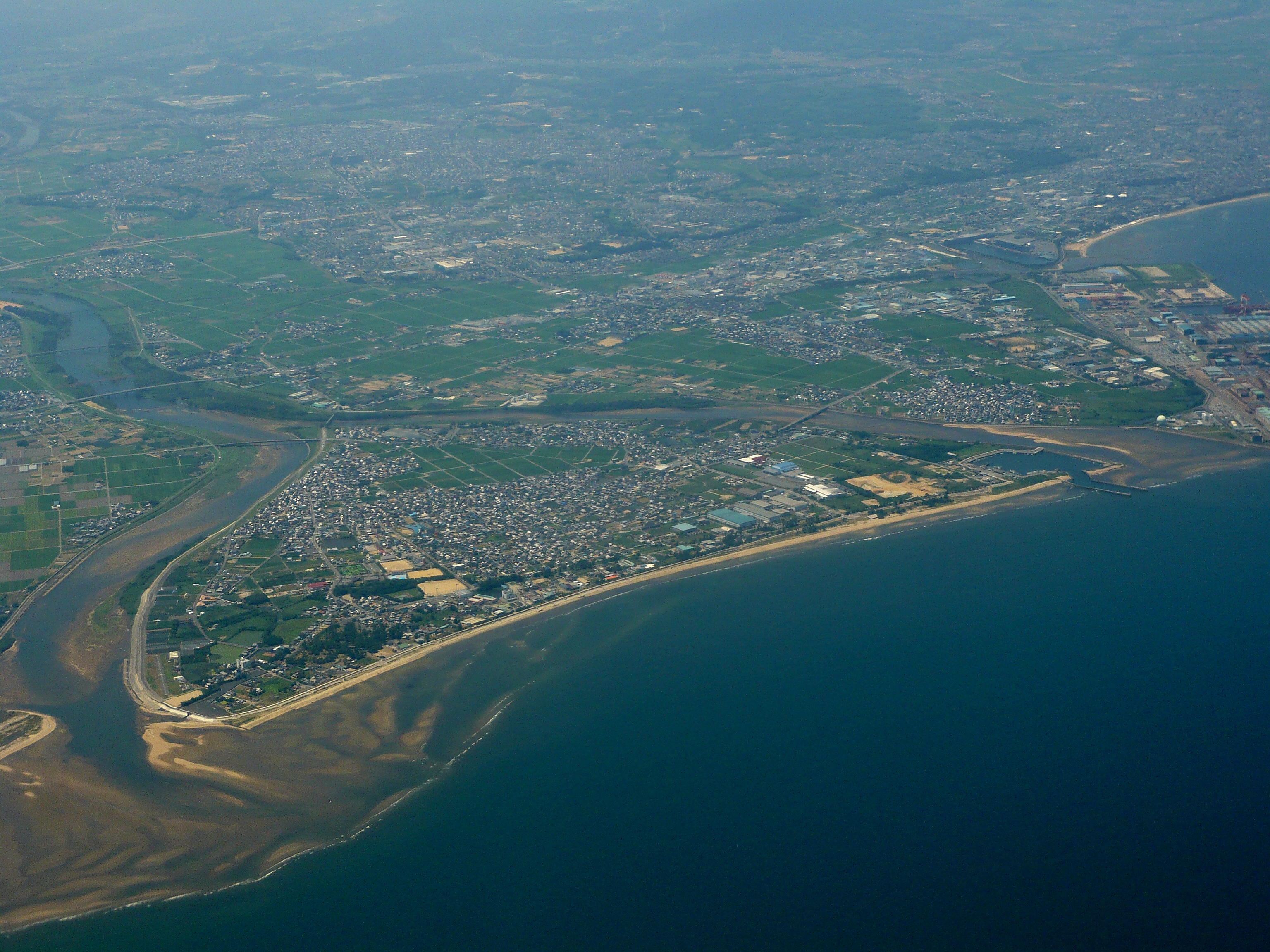
津市香良洲町の河口にある三角州

## 概要
奈良県との県境に位置する三峰山に源を発し、八手俣川や長野川、中村川などを併せ伊勢湾に注ぐ。河口には雲出古川との間に三角州がある。上流の支流八手俣川には君が野ダムがあり桜の見所として知られている。雲出川上流にはリバーパーク真見という施設及びキャンプ場があり下流には瀬戸ヶ渕と言う渓谷がある。
津市香良洲町の河口にある正三角形に近い形をした三角州は、教科書で採りあげられている事例がある。
歴史的には、江戸時代には津藩主を慰める「鮎とり行事」が催されていたといわれ、そのことから鮎釣りで名高い川にもなっている。毎年8月1日に行われる「万灯流し」は、鮎に感謝をこめる意味合いがある。

### 語源
川の名前の由来については主に2つの説がある。
- 河口部一帯にある塩田の塩釜から立ち上る煙の様子が雲のように見えたことから。
- 上流山地部に雲が多く、渦を巻く様子が下流部からよく見えたから。

## 流域の自治体
三重県
津市、松阪市

## 並行する交通網
- 鉄道
  - JR東海名松線（伊勢奥津駅 - 伊勢大井駅）
- 道路
  - 三重県道15号久居美杉線（津市美杉町奥津 - 津市一志町大仰）

## 主な支流
一級河川のみを下流側から順に記載するが、一部例外として支川の合流先を明確にするために一級河川以外を灰色着色で記載している。
| 河川              | よみ                      | 次数    | 管理者                     | 主な経過地   | 河川延長 （km） | 備考     |
| ----------------- | ------------------------- | ------- | -------------------------- | ------------ | --------------- | -------- |
| 雲出川 はしご谷川 | くもずがわ はしごだにがわ | 本川    | 中部地方整備局 三重県 津市 | 津市、松阪市 | 55              |          |
| 雲出古川          | くもずふるかわ            | 1次支川 | 中部地方整備局             | 津市         |                 | 分流     |
| 中村川            | なかむらがわ              | 1次支川 | 三重県                     | 松阪市       | 25.4            | [ 注 2 ] |
| 赤川              | あかがわ                  | 2次支川 | 三重県 津市                | 松阪市、津市 |                 |          |
| 駒返川            | こまがえりがわ            | 2次支川 | 三重県 松阪市              | 松阪市       |                 |          |
| 大谷川            | おおたにがわ              | 2次支川 | 三重県 松阪市              | 松阪市       |                 |          |
| 井置川            | いおきがわ                | 2次支川 | 三重県 松阪市              | 松阪市       |                 |          |
| 岩倉川            | いわくらがわ              | 2次支川 | 三重県                     | 松阪市       |                 |          |
| 飯福田川          | いぶたがわ                | 2次支川 | 三重県                     | 松阪市       |                 |          |
| 柚原川            | ゆのはらがわ              | 2次支川 | 三重県                     | 松阪市       |                 |          |
| 波瀬川            | はぜがわ                  | 1次支川 | 中部地方整備局 三重県 津市 | 津市         |                 | [ 注 3 ] |
| 蛇川              | じゃがわ                  | 1次支川 | 三重県                     | 津市         |                 |          |
| 長野川            | ながのがわ                | 1次支川 | 三重県 津市                | 津市         |                 | [ 注 4 ] |
| 榊原川            | さかきばらがわ            | 2次支川 | 三重県                     | 津市         |                 |          |
| 安子谷川          | あごだにがわ              | 3次支川 | 三重県 津市                | 津市         |                 |          |
| かよう川          | かようがわ                | 4次支川 | 三重県 津市                | 津市         |                 |          |
| 谷杣川            | たにそまがわ              | 3次支川 | 三重県 津市                | 津市         |                 |          |
| 八壺川 五百野川   | やつぼがわ いおのがわ     | 2次支川 | 三重県 津市                | 津市         |                 |          |
| 柳谷川            | やなだにがわ              | 2次支川 | 三重県 津市                | 津市         |                 |          |
| 南長野川 瀬戸川   | みなみながのがわ せとがわ | 2次支川 | 津市                       | 津市         |                 | 準用河川 |
| 桂畑川            | かつらはたがわ            | 3次支川 | 三重県 津市                | 津市         |                 |          |
| 三ヶ野川          | みつがのがわ              | 1次支川 | 三重県                     | 津市         |                 |          |
| 大村川            | おおむらがわ              | 1次支川 | 三重県                     | 津市         |                 |          |
| 佐田川            | さたがわ                  | 2次支川 | 三重県                     | 津市         |                 |          |
| 弁天川            | べんてんがわ              | 1次支川 | 三重県 津市                | 津市         |                 |          |
| 大広川            | おおひろがわ              | 2次支川 | 三重県 津市                | 津市         |                 |          |
| 小野谷川          | おのたにがわ              | 2次支川 | 三重県 津市                | 津市         |                 |          |
| 垣内川            | かきうちがわ              | 1次支川 | 三重県                     | 津市         |                 |          |
| 山田野川          | やまだのがわ              | 1次支川 | 三重県                     | 津市         | 3.2             |          |
| 瀬戸ノ谷川        | せとのだにがわ            | 1次支川 | 三重県 津市                | 津市         |                 |          |
| 藤川              | ふじかわ                  | 1次支川 | 三重県                     | 津市         |                 |          |
| 城立川            | じょうりゅうがわ          | 2次支川 | 三重県                     | 津市         |                 |          |
| 八手俣川          | やてまたがわ              | 1次支川 | 三重県                     | 津市         |                 | [ 注 5 ] |
| 新谷川            | しんたにがわ              | 2次支川 | 三重県                     | 津市         |                 |          |
| 立川川            | たちかわがわ              | 2次支川 | 三重県                     | 津市         |                 |          |
| 城古谷川          | じょうこだにがわ          | 3次支川 | 三重県                     | 津市         |                 |          |
| 神河川 神しろ川   | このこがわ かみしろがわ   | 1次支川 | 三重県 津市                | 津市         |                 |          |
| 老ヶ野川          | おいかのがわ              | 1次支川 | 三重県                     | 津市         |                 |          |
| 伊勢地川          | いせじがわ                | 1次支川 | 三重県                     | 津市、御杖村 |                 |          |
| 坂本川            | さかもとがわ              | 1次支川 | 三重県                     | 津市         |                 |          |

その他

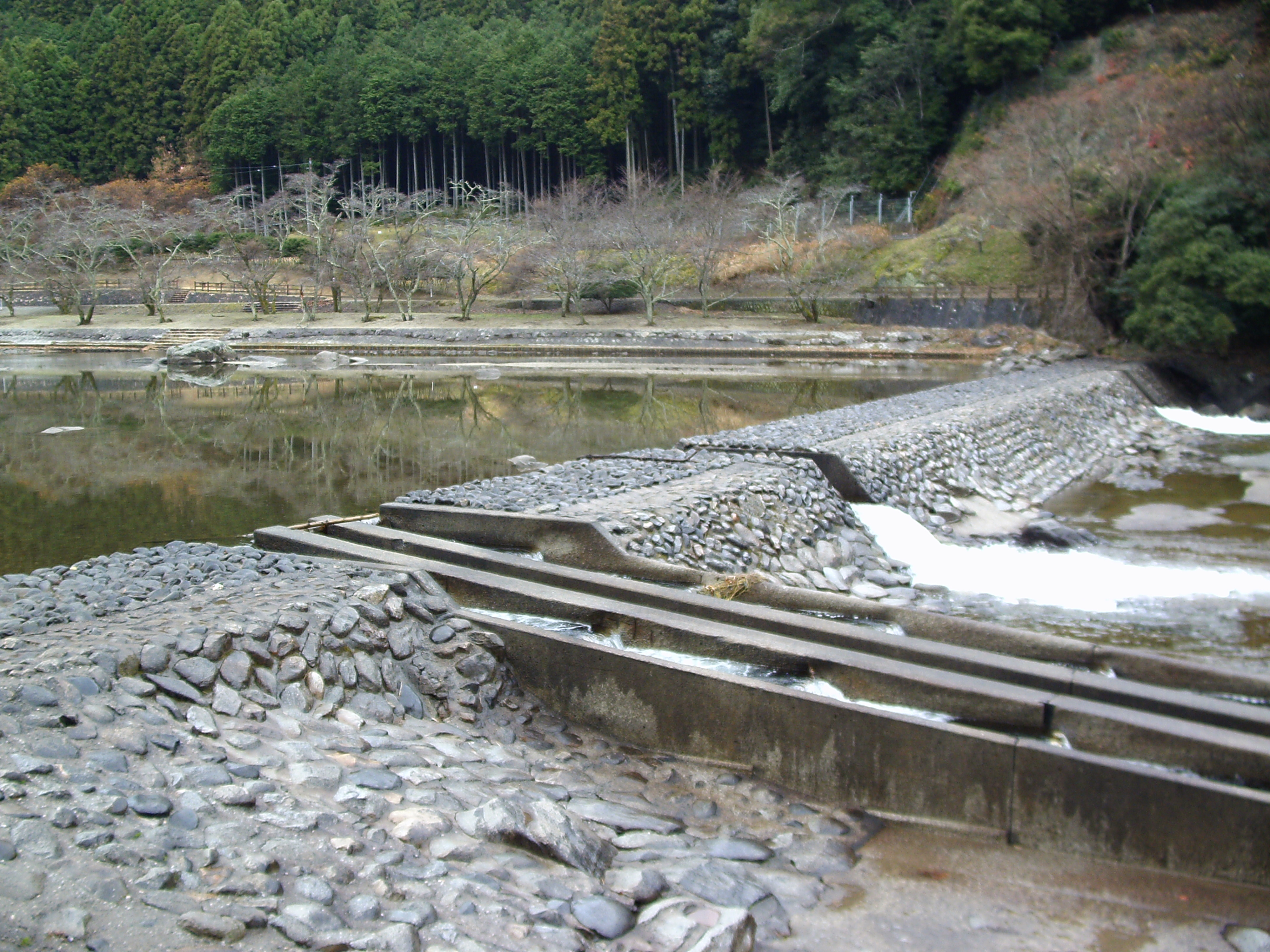
雲出川に設けられた南家城川口井水の石積み堰

- 南家城川口井水 - 津市白山町南家城から取水し川口地区一帯の水田を潤す用水路。1190年（文治6年）に開削されたと伝わり、2016年（平成28年）にかんがい施設遺産に登録された。